# Эрджиш
Эрджиш (тур. Erciş, арм. Ականց) — город и район в провинции Ван (Турция). Город расположен на северном берегу озера Ван и занимает большую площадь, разделяясь на 143 административных образования различного уровня, включая 3 муниципалитета, 14 жилмассивов, 85 деревень и 36 хуторов. Представляет собой один из наиболее экономически развитых городов восточной Турции. В районе распространено сельское хозяйство.

## Название
Существует две версии относительно происхождения названия города, связывающие его с древним государством Урарту. Согласно одной из них, город назван в честь царя Аргишти II, согласно другой — название связано со столицей Урарту городом Арзашкун. По-армянски Эрджиш называется Агандз (также Арчеш).

## История
В начале XIV века Эрджиш был укреплён Хулагуидами. В XV веке входил во владения тюркского племенного союза Кара-Коюнлу. С конца XVIII века из-за подъёма уровня воды в озере Ван старый город Арчеш постепенно погружался под воду, и в 1841 году был перенесён на новое место севернее и существенно выше. Во второй половине XIX века старый город совершенно погрузился под воду, так что зданий не было видно. Во время Первой мировой войны в 1914 году был занят русскими войсками, которые оставили город 1 апреля 1918 года.
Армянское население в 1880 году оценивалось в 26 897 человек, что составляло свыше 90% населения